# 1Limburg
1Limburg was sinds najaar 2014 een nieuwsportaal voor Nederlands Limburg. Het platform was bij de oprichting in 2014 een joint venture met de Limburger (Media Groep Limburg) en de publieke regionale omroep L1. Bij de lancering van het platform werd het nieuwsaanbod op de website van L1 opgedoekt.
Nadat in 2017 L1 de enige eigenaar werd van 1Limburg, heeft L1 in 2024 besloten om het merk L1 prominenter naar voren te brengen en is de website 1Limburg opgeheven. Het nieuws van L1 is voortaan per 4 maart 2024 te vinden via L1nieuws.nl
L1.nl wordt gebruikt voor 'uitzending gemist' en promotie van het media-aanbod van L1.